# Neoacanthocephaloidinae
Sous-famille
Les Neoacanthocephaloidinae sont une sous-famille d'acanthocéphales de la famille des Polymorphidae.

## Taxonomie
L’ITIS considère ce taxon comme invalide et range les espèces concernées dans la famille des Arhythmacanthidae.

## Liste des genres
Selon BioLib (19 octobre 2019) :
- genre Acanthocephaloides Meyer, 1932
- genre Neoacanthocephaloides Cable & Quick, 1954